# Дробильно-сортировочная фабрика
Дроби́льно-сортиро́вочная фа́брика (англ. crushing-grading mill; нем. Brecherei f und Sieberei f) — горное предприятие для дробления, измельчения и (или) грохочения горных пород, полезных ископаемых, шлаков и других материалов с целью получения продукта необходимого гранулометрического состава.
Осуществлять дробление необходимо, например, перед отправкой добытой руды на обогатительные фабрики. Процесс обогащения (повышения концентрации полезного вещества) протекает наиболее эффективно, если размеры частиц раздробленной руды лежат в определённых пределах. Эти пределы в свою очередь зависят от технологии обогащения (гравитационное, магнитное и др.).
Дробильно-сортировочная фабрика может быть самостоятельным предприятием или цехом рудных и угольных обогатительных или брикетных фабрик. Как самостоятельное предприятие дробильно-сортировочные фабрики используют при переработке полезных ископаемых для получения нерудных строительных материалов (например, щебня, который используется для строительства дорог).
В качестве дробильного оборудования на таких предприятиях могут использоваться следующие типы машин:
- конусные дробилки;
- щековые дробилки;
- валковые дробилки;
- шаровые мельницы;

и другие машины.